# بیبیانا گونچالوز
بیبیانا گونچالوز (انگلیسی: Bibiana Gonçalves؛ زادهٔ ۶ مهٔ ۱۹۹۷) بازیکن فوتبال اهل آندورا است.
وی همچنین در تیم ملی فوتبال Andorra بازی کرده‌است.